# БА-3/6
БА-3/6 су два модела совјетских тешких оклопних аутомобила из периода пре Другог светског рата.

## Историја
Обзиром на велике удаљености у Русији, не изненађује што су оклопна кола била популарна током грађанског рата и касније. Прва совјетска оклопна кола БА-27 направљена су 1928. у Ижорском заводу, комбинацијом шасије првог совјетског камиона Ф-15 (руска верзија камиона Фијат-15) и куполе првог совјетског тенка Т-18. Велики напредак у развоју оклопних кола у СССР настао је 1931. добијањем лиценце за производњу Фордових возила : Форд А теретни аутомобил, Форд АА камион 4x2 од 1.5 тоне и Форд-Тимкин троосовински (6x4) камион од 2 тоне. Производња ових возила почела је у фабрици "Горки Ауто Завод" (ГАЗ) у Нижњем Новгороду, као ГАЗ-А (Форд-А), ГАЗ-АА (Форд-АА) и ГАЗ-ААА (Форд-Тимкин). Шасија аутомобила ГАЗ-А била је основа за развој лаких оклопних аутомобила (Д-8и ФАИ), док је троосовински камион ГАЗ-ААА био основа тешких оклопних кола (БА-И до БА-10).

## Карактеристике
Шасија камиона ГАЗ-ААА (6x4) послужила је као основа за нову породицу тешких оклопних аутомобила. БА-3 био је сличан БА-И: мотор је био напред, а борбени одељак са куполом позади, са трочланом посадом. БА-3 користио је куполу тенка Т-26 (модел 1933) са топом калибра 45 mm и спрегнутим ДТ митраљезом, уз још један митраљез на трупу поред возача. Само 160 возила је направљено 1934-1936. у Ижорском заводу пре увођења новог модела БА-6.

### БА-6
Оклопна кола БА-6 разликују се од БА-3 само у детаљима. Заправо, већа промена била је унапређење БА-6 у БА-6М 1938: мотор је ојачан за 10 hp, а маса смањена за 300 kg како би се побољшала покретљивост. Укупно је произведено 386 ових возила (укључујући и 15-20 БА-6М) у периоду 1936-1939.

## У борби
БА-3/6 су коришћени у Шпанском грађанском рату 1936-1939. (као део совјетске војне помоћи), у Зимском рату 1939-1940. и у раним фазама Операције Барбароса, углавном као извиђачко возило. Већина возила изгубљена је 1941, али неколицина је преживела до краја рата. Као и друга возила заснована на шасији троосовинског камиона, били су је масивни и опремљени танким оклопом, који је био потпуно заварен - што је био велики напредак за оно време. Овај недостатак био је делимично надокнађен тешким наоружањем за оно време, а покретљивост ван пута, иако осредња, била је боља него код двоосовинских (4x2) возила.